# 伯尔格山国家公园
伯尔格山国家公园（挪威語：Børgefjell nasjonalpark）是挪威的一個國家位於，位於挪威北部，和瑞典接壤。博爾格國家公園面積1,447-平方（559-平方英里），成立於1963年，並且在1973年和2003年的擴大面積。